# ゲーデルの分類

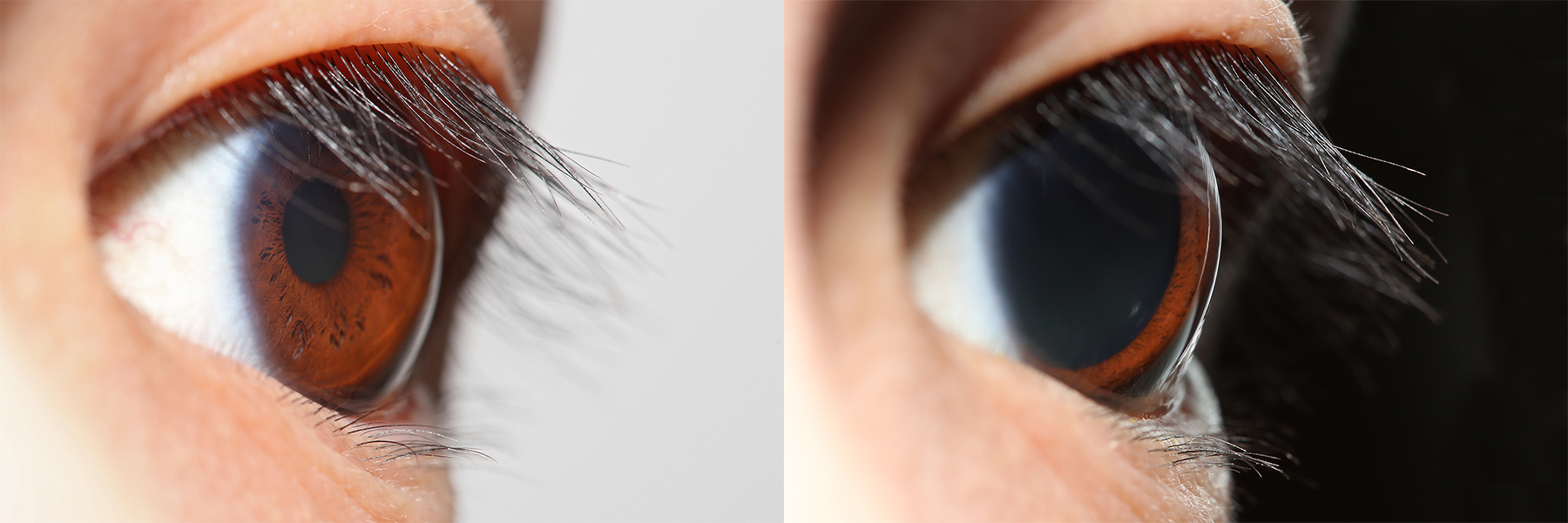
縮瞳（左）と散瞳（右）。ゲーデルの分類では瞳孔の大きさが麻酔の深さを判定する上で大きな意味を持っていた。

ゲーデルの分類（英: Guedel's classification）は、全身麻酔の深さを評価する尺度である。1937年にアーサー・ゲーデル（1883-1956）によって導入されたが、現代ではほぼ使われない。

## 歴史
1846年後半に全身麻酔が初めて広く行われるようになって以降、麻酔深度の評価が問題となっていた。麻酔の深さを決定するために、麻酔科医は患者の一連の理学所見を頼りにした。1847年にジョン・スノウ（1813-1858）とフランシス・プロムリー（Francis Plomley）が全身麻酔のさまざまな段階を説明しようと試みたが、一般に受け入れられた詳細なシステムを記述したのは1937年のゲーデルである。
この分類は、当時、通常モルヒネとアトロピンで前投薬が行われた患者に、唯一の揮発性麻酔薬であるジエチルエーテル（一般に単に「エーテル」と呼ばれる）を使用するために考案された。当時、静脈麻酔薬はまだ一般的に使用されておらず、全身麻酔の際に神経筋遮断薬（サクシニルコリンやツボクラリンなど）はまったく使用されていなかった。神経筋遮断薬の登場は、深い麻酔をかけずに一時的な運動麻痺（手術に望まれる状態）をもたらすことができるため、全身麻酔の概念を変えた。ゲーデルの分類の徴候のほとんどは筋肉運動（呼吸筋を含む）に依存しており、このような薬剤が使用されると、麻痺した患者の従来の臨床徴候は検出できなくなった。
日本では、1967年の時点で以下のように専門書に述べられている。
かようにGuedelの表の主要部分を占めた目のサインが、使用薬剤によって麻酔深度と並行しなくなる一方、呼吸や血圧さえも必要に応じて人為的にコントロールする今日、麻酔深度の判定は、昔Guedelがいったように容易ではなくなってきた。したがって今日ではGuedelの麻酔深度分類は次第に使用されなくなり、麻酔深度の呼び方も、stage of excitementであるとか、surgical stage、stage of overdosisなどの大ざっぱな使い方をするようになってきた。—森岡亨、伊佐二久、臨床麻酔トピックス、1967年
1982年以降、米国ではエーテルは使用されていない。エーテルには爆発性、不快な刺激臭、覚醒遅延などの欠点があった。
現在では、エーテルによる麻酔は廃れるとともに、神経筋遮断薬を含めて静脈麻酔薬による麻酔導入が行われ、ゲーデルの分類はBISモニターなどの麻酔深度モニターに取って代わられているが、BISモニターの使用については依然として議論の余地があり、必ずしも術中覚醒を予防はできない。日本においては、2024年時点、保険診療の診療報酬点数表において、歯科の吸入鎮静法に、ゲーデルの分類による麻酔深度判定が残っている。発展途上国では用いられていたため、 再評価の意義はあるとして、ゲーデルの分類はBISモニターの数値と相関することが、2004年に確認されている。

## 麻酔の4段階
ゲーデルはエーテル麻酔における各段階および徴候を以下のように記述した。
I期（無痛期）：全身麻酔の導入開始から意識消失までの期間。意識はあり、皮膚は潮紅し、反射は麻酔薬による影響を受けていない。
Ⅱ期（興奮期）：意識消失から自動呼吸automatic breathingの開始まで。睫毛反射は消失するが、その他の反射すなわち、咳、嘔吐などがある。呼吸が不規則になり、息こらえを伴うこともある。この段階で手術を行うと、交感神経系の緊張がおこって心室細動が起こり、麻酔死の多くがこの時期に起こるとされた。
Ⅲ期（外科的麻酔期）：自動呼吸の開始から呼吸麻痺まで。以下の4つの相（plane）に分けられる。
- 第Ⅰ相-自動呼吸の開始から眼球運動の停止まで。眼瞼反射は消失し、嚥下反射も消失する。眼球はゆっくりと左右に動く。結膜反射はこの相が進むと消失する。呼吸は十分に強く、規則正ししく、胸式呼吸と腹式呼吸が同程度。
- 第Ⅱ相 - 眼球運動が停止する。喉頭反射（咳嗽反射）は消失する。角膜反射と腹膜反射はこの相の後半で消失する。筋は中等度に弛緩し、 呼吸の振幅は小さくなる。
- 第Ⅲ相-肋間筋麻痺の開始からその完了まで。肋間筋麻痺は進行し、代償的に横隔膜呼吸が増強する。瞳孔は散大し、対光反射は僅かにしか認められない。筋弛緩は著しい。
- 第Ⅳ相-完全な肋間麻痺となり、呼吸は完全な腹式呼吸となる。呼吸数は増えるが、弱い呼吸となり分時換気量は著減する。やがて、呼吸停止となる。瞳孔は散大し、血圧は急速に低下していく。この段階で手術を行うことは危険とされた。

Ⅳ期：呼吸停止から心停止まで。麻酔薬の過剰投与による延髄の麻痺で、呼吸停止と血管運動虚脱を伴う。大きく散瞳し、筋肉は弛緩する。
第III期Ⅳ相の徴候が現れた場合、あらゆる手段を講じて麻酔を浅くするようにすべきとされた。
1954年、ジョセフ・F・アルトゥシオ（Joseph F. Artusio）は、ゲーデルの分類における第1段階をさらに3つの相に分けた。
- 第1相: 患者は健忘にも鎮痛にも至らない。
- 第2相 患者は完全な健忘に陥るが、鎮痛は不完全。
- 第3相 患者は完全な鎮痛・健忘状態となる。